# Sylvia Mendez
Sylvia Mendez   (Santa Ana, 7 de juny de 1936) és una activista pels drets civils i infermera jubilada estatunidenca. A vuit anys, va tenir un paper fonamental en el cas Mendez contra Westminster, el cas històric de dessegregació del 1946. El cas va posar fi amb èxit a la segregació *de iure* a Califòrnia i va aplanar el camí per a la integració i el moviment pels drets civils americà.
Méndez va créixer durant una època en què la majoria d'escoles del sud i del sud-oest estaven segregades. En el cas de Califòrnia, els hispans no tenien permís per assistir a escoles que estaven designades només per a "blancs" i eren enviats a les anomenades "escoles mexicanes". A Méndez se li va denegar la matrícula a una escola només per a "blancs", el que va impulsar els seus pares a prendre mesures. Van organitzar-se a partir de diversos sectors de la comunitat hispana i van presentar una demanda al tribunal federal local. L'èxit de la seva acció, de la qual Sylvia va ser la principal catalitzadora, significaria un pas decisiu vers la fi de l'educació segregada.
El president Obama li va atorgar la Medalla Presidencial de la Llibertat, el màxim honor civil dels Estats Units, el 2011.